# Taarstedt
Taarstedt (tiếng Đan Mạch: Torsted) là một đô thị thuộc huyện Schleswig-Flensburg, trong bang Schleswig-Holstein, nước Đức. Đô thị Taarstedt có diện tích 13,69 km², dân số thời điểm 31 tháng 12 năm 2006 là 876 người.